# Николаево (Фалёнский район)
Николаево — село в Фалёнском районе Кировской области. 

## География
Находится на правобережье реки Чепца на расстоянии примерно 9 километров по прямой на северо-восток от районного центра поселка Фалёнки.

## История
Образовано в 1630 году на землях Верхнечепецкого монастыря (3 дома и деревянная церковь). В 1702 году в нем было 5 дворов,  в 1764 году 27 жителей. В 1769 г. монастырь сгорел, монахи переехали в город Слободской. В 1873 году отмечено дворов 6 и жителей 31, в 1905 4 и 36, в 1926 20 и 62, в 1950 14 и 51 соответственно. После Великой Отечественной войны работал колхоз «Гигант», шло сселение деревень, село быстро росло. В 1989 году учтено 389 жителей. До 2020 года входило в Фалёнское городское поселение, ныне непосредственно в составе Фалёнского района.

## Население
| 1710 | 1763 | 1873 | 1891 | 1905 | 1926 | 1950 |
| ---- | ---- | ---- | ---- | ---- | ---- | ---- |
| 20   | ↗40  | ↘31  | ↘30  | ↗36  | ↗62  | ↘51  |
| 1989 | 2002 | 2010 |      |      |      |      |
| ↗389 | ↘312 | ↘279 |      |      |      |      |